# Ian Scheckter
Ian Scheckter (1947. augusztus 22.) dél-afrikai autóversenyző, az 1979-es Formula–1-es világbajnok Jody Scheckter bátyja, valamint Tomas Scheckter nagybátyja.

## Pályafutása
1974 és 1977 között a Formula–1-es világbajnokság húsz versenyén szerepelt. Hazája futamán debütált a sorozatban, és első versenyén rögtön a tizenharmadik helyen ért célba. Egy világbajnoki futamon sem szerzett pontot, legjobb helyezését az 1977-es holland nagydíjon ért el, amikor is a tizedik helyen zárt. 1977-ben még részt vett volna a szezonzáró japán versenyen is, ám mivel csak turista vízummal rendelkezett kiutasították az országból, hazája Apartheid rendszere elleni tiltakozásként.
1975-ben a dél-afrikai Formula–1-es bajnokságot nyerte meg, 1975 és 1979 között pedig minden évben első lett hazája Formula Atlantic sorozatában.

## Eredményei

### Teljes Formula–1-es eredménylistája
(Táblázat értelmezése)

(Félkövér: pole-pozícióból indult; dőlt: leggyorsabb kört futott) 

| Év   | Csapat                      | Modell        | Motor       | 1      | 2      | 3      | 4   | 5      | 6      | 7      | 8      | 9      | 10     | 11     | 12     | 13     | 14     | 15     | 16     | 17  | Helyezés | Pont |
| ---- | --------------------------- | ------------- | ----------- | ------ | ------ | ------ | --- | ------ | ------ | ------ | ------ | ------ | ------ | ------ | ------ | ------ | ------ | ------ | ------ | --- | -------- | ---- |
| 1974 | Team Gunston                | Lotus 72E     | Cosworth V8 | ARG    | BRA    | RSA 13 | ESP | BEL    | MON    | SWE    | NED    | FRA    | GBR    | GER    |        |        |        |        |        |     | -        | 0    |
| 1974 | Hesketh Racing              | Hesketh 308   | Cosworth V8 |        |        |        |     |        |        |        |        |        |        |        | AUT Nk | ITA    | CAN    | USA    |        |     | -        | 0    |
| 1975 | Lexington Racing            | Tyrrell 007   | Cosworth V8 | ARG    | BRA    | RSA Ki | ESP | MON    | BEL    |        |        |        |        |        |        |        |        |        |        |     | -        | 0    |
| 1975 | Frank Williams Racing Cars  | Williams FW04 | Cosworth V8 |        |        |        |     |        |        | SWE Ki |        |        |        |        |        |        |        |        |        |     | -        | 0    |
| 1975 | Frank Williams Racing Cars  | Williams FW03 | Cosworth V8 |        |        |        |     |        |        |        | NED 12 | FRA    | GBR    | GER    | AUT    | ITA    | USA    |        |        |     | -        | 0    |
| 1976 | Lexington Racing            | Tyrrell 007   | Cosworth V8 | BRA    | RSA Ki | USW    | ESP | BEL    | MON    | SWE    | FRA    | GBR    | GER    | AUT    | NED    | ITA    | CAN    | USA    | JPN    |     | -        | 0    |
| 1977 | Team Rothmans International | March 761B    | Cosworth V8 | ARG Ki | BRA Ki | RSA    | USW | ESP 11 | MON Nk | BEL Ki | SWE Ki | FRA Hn | GBR Ki | GER Ki | AUT Ki |        |        |        |        |     | -        | 0    |
| 1977 | Team Rothmans International | March 771     | Cosworth V8 |        |        |        |     |        |        |        |        |        |        |        |        | NED 10 | ITA Ki | USA Ki | CAN Ki | JPN | -        | 0    |